# سه آژانس بزرگ رتبه‌بندی اعتباری
سه آژانس بزرگ رتبه‌بندی اعتباری (انگلیسی: Big Three) آژانس‌های مودیز اینوستور سرویس (Moody's)، استاندارد اند پورز (S&P Global Ratings (S&P))، و فیچ ریتینگز (Fitch Group) هستند. S&P و Moody's در ایالات متحده مستقر هستند، در حالی که Fitch دارای دفتر مرکزی دوگانه در نیویورک سیتی و لندن است و توسط ارتباطات هرست (Hearst) کنترل می‌شود. از سال ۲۰۱۳، این سه گروه سهم بازار جهانی جمعی «تقریباً برابر ۹۵ درصد» را در اختیار داشته‌اند که Moody's و Standard & Poor's هر کدام تقریباً ۴۰٪ و Fitch حدود ۱۵٪ دارند.
بر اساس تحلیل دویچه وله، "وضعیت ویژه‌ای برای این سه توسط قانون تثبیت شده‌است - ابتدا فقط در ایالات متحده، اما به دنبال آن در اروپا نیز تثبیت شد. این" سه بزرگ تنها "سازمان‌های رتبه‌بندی آماری ملی به رسمیت شناخته شده (NRSROs) در ایالات متحده بودند - این نام به این معنی است که آنها توسط دولت ایالات متحده در چندین حوزهٔ نظارتی استفاده می‌شدند. (چهار NRSRO دیگر در دههٔ ۱۹۹۰ با Fitch ادغام شدند) اتحادیه اروپا راه‌اندازی یک آژانس مستقر در اتحادیه اروپا تحت حمایت دولت خود را در نظر گرفته‌است. بازار رتبه‌بندی اعتباری آسیا نسبتاً متنوع است. با توجه به مقررات دولت مرکزی چین، نفوذ سه بزرگ به بازار داخلی به ویژه در چین نسبت به آژانس‌های محلیِ شناخته شده، یعنی گروه رتبه‌بندی اعتباری چین چنگشین China Chengxin International (CCXI), China Lianhe Credit Rating (رده‌بندی Lianhe) رقابتی کمتر در نظر گرفته می‌شود. رتبه‌بندی اعتبار جهانی داگونگ و رتبه‌بندی اعتباری پنگیوان.

## نفوذ
در پی بحران مالی ۲۰۰۸–۲۰۰۷ سه آژانس بزرگ رتبه‌بندی به دلیل رتبه‌بندی مطلوب پیش از بحران در مورد موسسات مالی ورشکسته‌ای مانند لیمن برادرز، اوراق بهادار پرخطر مرتبط با وام مسکن که به فروپاشی بازار مسکن ایالات متحده انجامید، و موارد دیگر٬
تحت بررسی شدید قرار گرفتند.
برابر گزارش تحقیق بحران مالی (کمیسیونی که طبق قانون در سال ۲۰۰۹ توسط دولت ایالات متحده برای بررسی علل بحران مالی تأسیس شد) کمسیون: «شکست» سه آژانس رتبه‌بندی بزرگ را به عنوان «دنده‌های اساسی در چرخ نابودی مالی» نام برده‌است.

1. 
2. 
3. 
4. 
5. 
6. 
7. 

- مشارکت‌کنندگان ویکی‌پدیا. «Big Three (credit rating agencies)». در دانشنامهٔ ویکی‌پدیای انگلیسی، بازبینی‌شده در ۲۱ اکتبر ۲۰۲۳.